# ピエトロ・コレッタ
ピエトロ・コレッタ(イタリア語: Pietro Colletta、1775年1月23日 - 1831年11月11日)は、イタリアのイタリア統一運動時代の革命家、愛国者、歴史家、作家、軍人である。イタリア統一運動の初期にあたるナポリ革命後半で主導的な役割を果たし、シチリア革命を終結させた。また晩年は作家・歴史家として著書をいくつか発表し、思想・知識面でイタリア統一運動に貢献した。ピエートロ・コッレッタとも。

## 生涯

### 軍人として

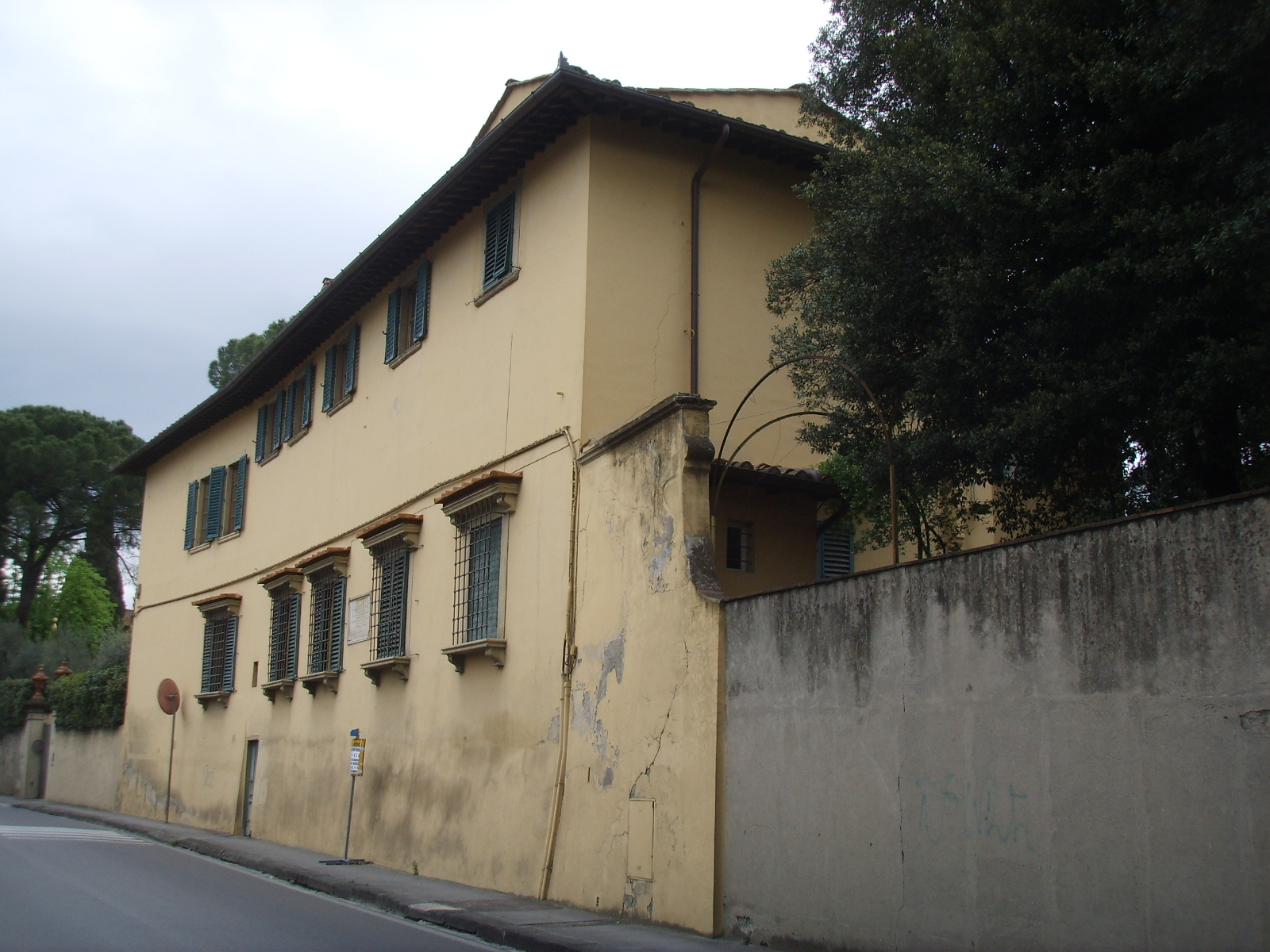
ピエトロ・コレッタ旧邸宅（フィレンツェ）

ピエトロ・コレッタは1775年1月23日にナポリに生まれた。父が弁護士であったことから当初は法律家を志したものの、途中で軍人を目指すようになり1794年にナポリ王国の陸軍士官学校に入学した。
1798年には中尉として軍人のキャリアを始め、1799年にはフランスによってナポリ王国が滅ぼされパルテノペア共和国が建国されると共和国政府側についた。この際、立憲主義や自由主義の考えに触れてこれが後のナポリ革命の参加に繋がっている。1800年、フェルディナンド1世が復位すると共和国政府に協力した罪で軍人を追われ、土木業に従事した。しかし1806年にはナポレオン・ボナパルトがナポリ王位を戴冠し、次いで1808年にはジョアシャン・ミュラがジョアッキーノ1世として即位するなど、ナポリ王国は再びフランスの衛星国となった。するとコレッタは軍事的キャリアを再開し、1813年にはナポリ王国軍の中将となっている。
1815年にはウィーン体制が確立し両シチリア王国が建国され、ブルボン家が支配体制を再確立した。本来ならばフランス側についたコレッタは罪に問われるが、ナポリ王国のオーストリア帝国に対する降伏条約「カザランカ条約」を取りまとめた功績があったことから両シチリア王国軍で軍人を継続。1818年には第四師団の師団長を任されている。

### ナポリ革命

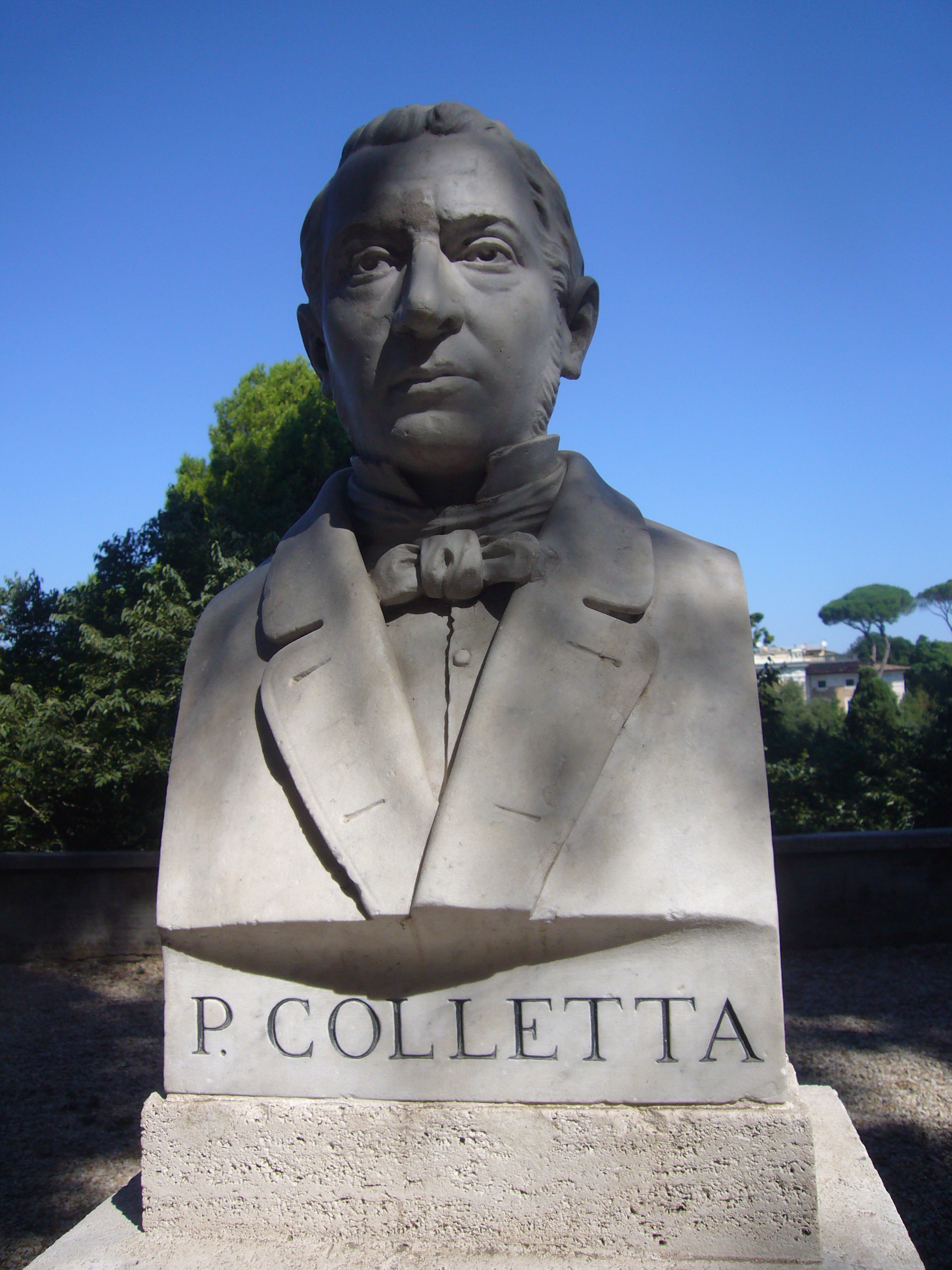
ピエトロ・コレッタの胸像（ローマ）

1820年、ナポリ革命が発生。グリエルモ・ペペなどの軍事的圧力でフェルディナンド1世は憲法の制定など諸改革を認め、ナポリ革命政府が樹立された。コレッタは蜂起には参加しなかったものの開明的軍人であったことから革命政府に受け入れられ、指導力を発揮した。1820年10月にはフロレスターノ・ペペの後任としてシチリア島に3000人の兵士を率いて派遣され、シチリア島がナポリから分離独立しないようシチリア革命により成立したシチリア革命政府を武力を以て徹底的に弾圧した。1821年1月にはナポリに帰還すると、暫定戦争・海軍大臣に任命された。
フェルディナンド1世の裏切りによってナポリ革命政府はオーストリア帝国との戦争に突入する。するとコレッタはグリエルモ・ペペ、ミケーレ・カラスコサとももに4万人の志願兵や両シチリア王国軍を率いてオーストリア帝国軍に対抗した（リエーティ・アントロドーコの戦い）。この戦いで敗北したコレッタは3か月の投獄の末、オーストリア人に助けられ処刑を免れモラビアのブルノへと亡命した。

### 晩年
1822年にはトスカーナ大公国のフィレンツェに移住し、ジャコモ・レオパルディやニコロ・トマセオ、ジーノ・カッポーニなどに代表される作家、詩人、歴史家などと交流を持った。その過程で近代化や啓蒙思想に影響を齎した月刊誌「アントロジーア」の発刊に参加し、またコレッタ自身も歴史家となって歴史研究に勤しんだ。『1734年から1825年までのナポリ王国の歴史』は彼の最大の著作であり、両シチリア王国でのイタリア統一機運を高めた。
1831年11月11日、フィレンツェで死去。
晩年から死後にかけてコレッタは反教皇権的で自由主義的な思想を持っていたことから、自身の著作も含めて保守派や教皇派に大きく批判された。彼を批判した人物としては枢機卿ファブリツィオ・ルフォ、修道院長ドメニコ・サッキネリなどが代表的である。一方でヴィンチェンツォ・クオコやカルロ・ボッタなど同時代に活躍した自由主義者たちに大きな影響を与えている。